# Безумцы (фильм, 2010)
«Безумцы» (англ. The Crazies) — фильм ужасов Брека Айснера, ремейк фильма 1973 года «Сумасшедшие», выход которого состоялся 23 февраля в США и 18 марта в России. По сравнению с оригинальным фильмом Джорджа Ромеро фильм существенно преображён. Сценарий фильма написали Рэй Райт и Скотт Косар.

## Сюжет
Огден-Марш — небольшой американский городок, населённый счастливыми и законопослушными жителями. Но однажды днём один из них является на игру бейсбольной команды местной школы с заряженным ружьём, готовясь убивать. Другой человек сжигает свой дом… заперев перед этим свою жену и маленького сына в кладовке. Шериф округа Пирс Дэвид Даттон пытается выяснить, с чем связана внезапная вспышка агрессии у людей. Исследуя местную реку, он обнаруживает разбившийся военный самолёт и узнает, что именно из русла реки и происходит забор воды для города. В течение 2-х дней Огден-Марш превращается в настоящий сумасшедший дом; люди, которые всего несколько дней назад жили своей тихой, ничем не примечательной жизнью, теперь превратились в кровожадных убийц, таящихся в темноте с ружьями, пистолетами и ножами. Округ Пирс становится зоной карантина, среди жителей проводят проверки, предрасположенных изолируют от остальных. Остальных вывозят за пределы оцепления. Но, как выясняется позднее уцелевшими, для того, чтобы тоже уничтожить, как лишних свидетелей.
В отличие от оригинального фильма в ремейке не показана сторона военных.

## В ролях
- Тимоти Олифант — шериф Дэвид Даттон[4][5]
- Рада Митчелл — Джуди Даттон[6]
- Джо Андерсон — помощник шерифа Рассел Клэнк[7]
- Даниэль Панабейкер — Бекк Скэбтри[8][9]
- Престон Бэйли — Николас Фарнум
- Кристи Линн Смит — Дидра Фарнум
- Лиза Кэй Уайетт — Пегги Хэмилл
- Ларри Сидэр — директор Бен Сэндборн
- Бретт Вагнер — Джесси
- Джо Риган — Билли Бэбкок[10]
- Фрэнк Хойт Тэйлор — Чарльз Финли
- Бретт Рикоби — Билл Фарнум
- Чет Гриссом — Кевин Миллер
- Майк Хикман — Рори Хэмилл
- Джастин Уэлборн — Курт Хэмилл[11]

## Производство
Paramount Pictures была первой студией, предпринявшей попытку ремейка «Безумцев» (1973). В мае 2004 года стало известно, что Дин Джорджарис и Майкл Агилар будут продюсировать фильм под своим брендом Penn Station Entertainment, а Джордж Ромеро будет исполнительным продюсером. Для написания сценария и «обновляения сюжетной линии оригинала» был нанят Скотт Косар, работавший над ремейками фильмов «Техасская резня бензопилой» (2003) и «Ужас Амитивилля» (2005).
Основное производство началось 5 марта 2009 года в Джорджии, в таких местах, как Национальная ярмарка Джорджии и ресторан Priester's Pecans в Перри, автомойка Fountain в Мейконе, районы в Дублине, средняя школа округа Пич в Форт-Вэлли, районы Корделе, Джорджия, а также часть съёмок проходила в городе Уинтерсете, штат Айова.

## Критика
На агрегаторе рецензий Rotten Tomatoes рейтинг одобрения составляет 71% на основе 155 рецензий и средний рейтинг 6,3 из 10. Критический консенсус сайта гласит: «Напряженный, хорошо снятый и необычайно умный, „Безумцы“ — это ремейк ужасов, который, как ни странно, работает».
Кинокритик Деннис Харви из Variety заявляет, что фильм «представляет собой жанровое произведение выше среднего, в равной степени хоррор-меллер и боевик-триллер судного дня». Однако Оуэн Глейберман из Entertainment Weekly поставил оценку «C», добавив: «Мне все равно, как это оформлено, мы видели это миллион раз». Эми Бьянколли, пишущая для San Francisco Chronicle, заявляет, что ремейк «может похвастаться более скудным сюжетом и меньшим количеством персонажей, чем в оригинале, а спецэффекты переходят от дешевой сценической крови к экстравагантным ужасам, которых и ожидают зрители».